# ۱۸۸۴
در این صفحه وقایع مهم سال ۱۸۸۴ میلادی فهرست شده‌اند.

## رویدادها
- پیوستن داکوتای شمالی به ایالات متحده.
- پیوستن داکوتای جنوبی به ایالات متحده.
- پیروزی استیفن گراور کلیولند در انتخابات ریاست جمهوری آمریکا از حزب دموکرات.
- اهدای مجسمه آزادی از سوی ملت فرانسه به آمریکایی‌ها.
- آغاز به ساخت عمارت وینچستر، ساختمانی تاریخی در کالیفرنیا .
- افتتاح اتحادیه راگبی کانادا .
- افتتاح انجمن ورزشی گالیک.
- پایان جنگ پاسیفیک.

## زادروزها
- زادروز جرج سارتن، نویسنده و تاریخ نگار آمریکایی – بلژیکی.
- زادروز اتو میر هوف یکی از بر جسته‌ترین روانشناسان آلمانی.
- زادروز دانیل واروژان شاعر بنام ارمنی.

- ۲۸ ژانویه – اگوست پیکار، فیزیک‌دان و کاشف سوئیسی (د. ۱۹۶۲)
- ۲۹ ژانویه – دوگلاس کادوالادر، گلف‌باز اهل ایالات متحده آمریکا (د. ۱۹۷۱)
- ۳۱ ژانویه – تئودور هویس، سیاست‌مدار آلمانی (د. ۱۹۶۳)
- ۱۶ فوریه – رابرت فلاهرتی، کارگردان آمریکایی (د. ۱۹۵۱)
- ۲۲ فوریه – لو کودی، بازیگر آمریکایی (د. ۱۹۳۴)
- ۲۷ مارس – جیمز کروز، بازیگر و کارگردان آمریکایی (د. ۱۹۴۲)
- ۶ آوریل – والتر هیوستون، بازیگر کانادایی (د. ۱۹۵۰)
- ۸ مه – هری ترومن، سیاست‌مدار آمریکایی (د. ۱۹۷۲)
- ۲۰ مه – لیون شلسینگر، تهیه‌کننده آمریکایی (د. ۱۹۴۹)
- ۲۷ مه – ماکس برود، مترجم، زبان‌شناس، نویسنده، ژورنالیست، پیانیست، و آهنگساز اسرائیلی (د. ۱۹۶۸)
- ۱۸ ژوئن – ادوار دالادیه، سیاست‌مدار فرانسوی (د. ۱۹۷۰)
- ۳۰ ژوئن – فرانتس هالدر، سرباز و نویسنده آلمانی (د. ۱۹۷۲)
- ۲۳ ژوئیه – امیل یانینگز، بازیگر آلمانی (د. ۱۹۵۰)
- ۸ اوت – سارا تیزدیل، شاعر آمریکایی (د. ۱۹۳۳)
- ۱۵ اوت – ماری نش، بازیگر آمریکایی (د. ۱۹۷۶)
- ۲۳ اوت – ویل کاپی، ژورنالیست و نویسنده آمریکایی (د. ۱۹۴۹)
- ۳۰ اوت – تئودور سودبرگ، شیمی‌دان سوئدی (د. ۱۹۷۱)
- ۲۵ دسامبر – اولین نسبیت، بازیگر و مدل آمریکایی (د. ۱۹۶۷)
- ۳۰ دسامبر – توجو هیدکی، سیاست‌مدار و دیپلمات ژاپنی (د. ۱۹۴۸)

## درگذشت‌ها
- ۱۳ مه – سایروس مک‌کورمیک، مخترع آمریکایی (ز. ۱۸۰۹)
- ۲۵ نوامبر – هرمان کولبه، شیمی‌دان آلمانی (ز. ۱۸۱۸)